# Storia del Regno delle Due Sicilie nel 1860
La storia del Regno delle Due Sicilie nel 1860 comprende gli avvenimenti che coinvolsero il regno di Francesco II, a partire dalla spedizione dei Mille fino alla proclamazione del Regno d'Italia.

## Inquadramento storico
Il regno borbonico, isolato diplomaticamente e dotato di una classe dirigente invecchiata e conservatrice, doveva confrontarsi in Italia con il reame dei Savoia, diplomaticamente favorito e dotato delle energie morali e politiche che avevano abbandonato il Regno delle Due Sicilie. Il nuovo sovrano delle Due Sicilie, Francesco II, era ben consapevole di dover imprimere una rapida svolta al regno per recuperare il tempo perduto, ma suo malgrado fu costretto a gestire una crisi imprevedibile.
Da un punto di vista storico la società meridionale non aveva vissuto le trasformazioni legate al periodo dei comuni, verificatosi nella parte centro-settentrionale, che aveva provocato profondi mutamenti socio-economici, portando alla nascita di una società simile a quella dell’Europa centrale, con il formarsi di una classe borghese intraprendente, favorevole allo sviluppo del capitalismo e dell’industria e, anche se la rivoluzione francese aveva portato all’abolizione del feudalesimo, Gramsci scriveva che nel meridione del 1860 la mentalità dei contadini era rimasta, di fatto, quella dei servi della gleba, che in certe occasioni si rivoltano violentemente contro i “signori”, ma non sono in grado di pensare a sé stessi come membri di una collettività, per svolgere un’azione rivolta a cambiare la loro situazione dal punto di vista economico, sociale e politico. 
Tale situazione era stata determinata da secoli di dispotismo assai spesso oscurantista, ad opera della monarchia, del clero e della nobiltà, che avevano influenzato profondamente molte generazioni meridionali, al punto di plasmare un carattere nazionale incline alla servitù, favorito dalla grande povertà, ignoranza e dalla diffusa superstizione. 
I brevi periodi della Repubblica Partenopea e del Regno di Gioacchino Murat a Napoli non erano riusciti a modificare la mentalità e la cultura popolare assimilate nei secoli precedenti, infatti, dopo la Restaurazione, dal 1821 al 1860 il Regno delle Due Sicilie ridivenne rapidamente uno stato dispotico, la monarchia ed il clero controllavano la società civile attraverso un sistema oppressivo di stato di polizia basato sulla delazione e sul sospetto:
(Garibaldi e i Mille, G.M. Trevelyan, pp. 51-55)
Luigi Settembrini, a lungo incarcerato nelle prigioni borboniche per le sue idee di libertà, così descriveva la situazione imperante allora nel Regno delle Due Sicilie, tale da indurre all’ostilità nei confronti del governo chi aveva una diversa idea di vita pubblica:
(Luigi Settembrini tratto da Garibaldi e i Mille, G.M. Trevelyan, pp. 51-55.)
Il sistema di repressione governativo assorbiva molte energie e risorse e poco veniva dedicato alla costruzione di strade, ai lavori pubblici e al miglioramento locale, Giustino Fortunato così descriveva la situazione interna negli ultimi anni del Regno:
(Giustino Fortunato, Il mezzogiorno e lo stato italiano, discorsi politici (1880-1910), Laterza & figli, Bari, 1911, pp. 336-337)
Lo stesso Giustino Fortunato, nei suoi Discorsi Politici, precisava che la situazione in cui il meridione si trovava nel 1860 era dovuta soprattutto ai “… lunghi e tristi secoli di storia” precedenti e non causata solo dal governo dall’ultima dinastia borbonica, che tale situazione negativa aveva ereditato, anche se il governo borbonico ebbe il torto di fare poco per risolverla, forse aggravandola, specialmente negli ultimi decenni del regno. 
La società meridionale era ancora lontana dall'avere intrapreso la strada dello sviluppo capitalistico e si trovava ancora nella fase intermedia del passaggio dall'abolito feudalesimo al capitalismo, le nuove classi di proprietari terrieri di origine borghese tendevano ad imitare i comportamenti dei proprietari della nobiltà, assecondati dalla dinastia borbonica, che mirava a mantenere una società agricola tradizionalista e patriarcale, basata sulle colture estensive ed evitando, anche per timore del cambiamento, i miglioramenti produttivi e le innovazioni. L'analfabetismo, largamente diffuso nella penisola, nel 1860 raggiungeva la percentuale più elevata nei territori del Regno delle Due Sicilie.
Nella città di Napoli, a fianco delle porte di entrata, c'erano camorristi che chiedevano un tributo d'ingresso a chi portava merci o svolgeva nella città attività di carattere economico e tutti si preoccupavano di pagare, in quanto un rifiuto portava a subire gravi conseguenze e all'impunità dei criminali.
Maggiore e consolidata era poi la presenza di attività camorriste all'interno stesso della città e nelle carceri, favorita dalla diffusa corruzione nella polizia borbonica. Anche nell'esercito era presente la piaga della camorra, che non si riuscì mai a debellare, nonostante l'applicazione di pene durissime.
(Garibaldi e i Mille - Cap. VII, La polizia e la camorra, G.M. Trevelyan, pagg. 169-170)

### Esercito
La forza che la spedizione garibaldina e gli insorti dovevano affrontare era considerevole, nel 1860 l’esercito attivo si componeva di quattro corpi d’armata, uno di guardie e tre di linea, per un totale di circa 90.000 soldati in servizio attivo ed oltre 50.000 nella riserva, complessivamente quindi il totale delle forze borboniche a piena mobilitazione poteva disporre di 143.586 effettivi, ripartiti come da tavole che seguono, secondo altre fonti il mumero massimo mobilitabile con la riserva sarebbe fissato in 130.000 effettivi. 
Ogni corpo formava due divisioni ed ogni divisione tre brigate, di cui due di fanteria ed una di cavalleria: vi si aggiungeva l’artiglieria, una compagnia del genio ed una compagnia di pionieri. 
Le truppe regie erano quasi tutte ben equipaggiate, ben armate e con buoni cavalli, anche se non disponevano di cannoni a canna rigata, le uniformi ricordavano le truppe francesi sotto Carlo X. 
La marina aveva 128 navigli a vela ed a vapore armati con un totale di 900 bocche da fuoco. Il ministro della guerra era l’anziano Francesco Antonio Winspeare, fratello di Edoardo Winspeare, direttore generale di registrature del bollo e del lotto. 
Uno dei problemi dell’esercito regio era costituito dalla mancanza di una efficiente classe militare e, dopo gli eventi politico-rivoluzionari del 1820, dalla difficoltà di trovare ufficiali validi e fedeli alla monarchia, in quanto i rivoluzionari anti-dinastici spesso appartenevano alle classi medio-alte che fornivano gli ufficiali. L’età media degli ufficiali era elevata e anche se negli ultimi tempi erano stati formati ed introdotti nell’esercito un certo numero di giovani ufficiali, questi avevano poco effetto sulla situazione delle forze armate, in quanto erano in posizione subalterna. 

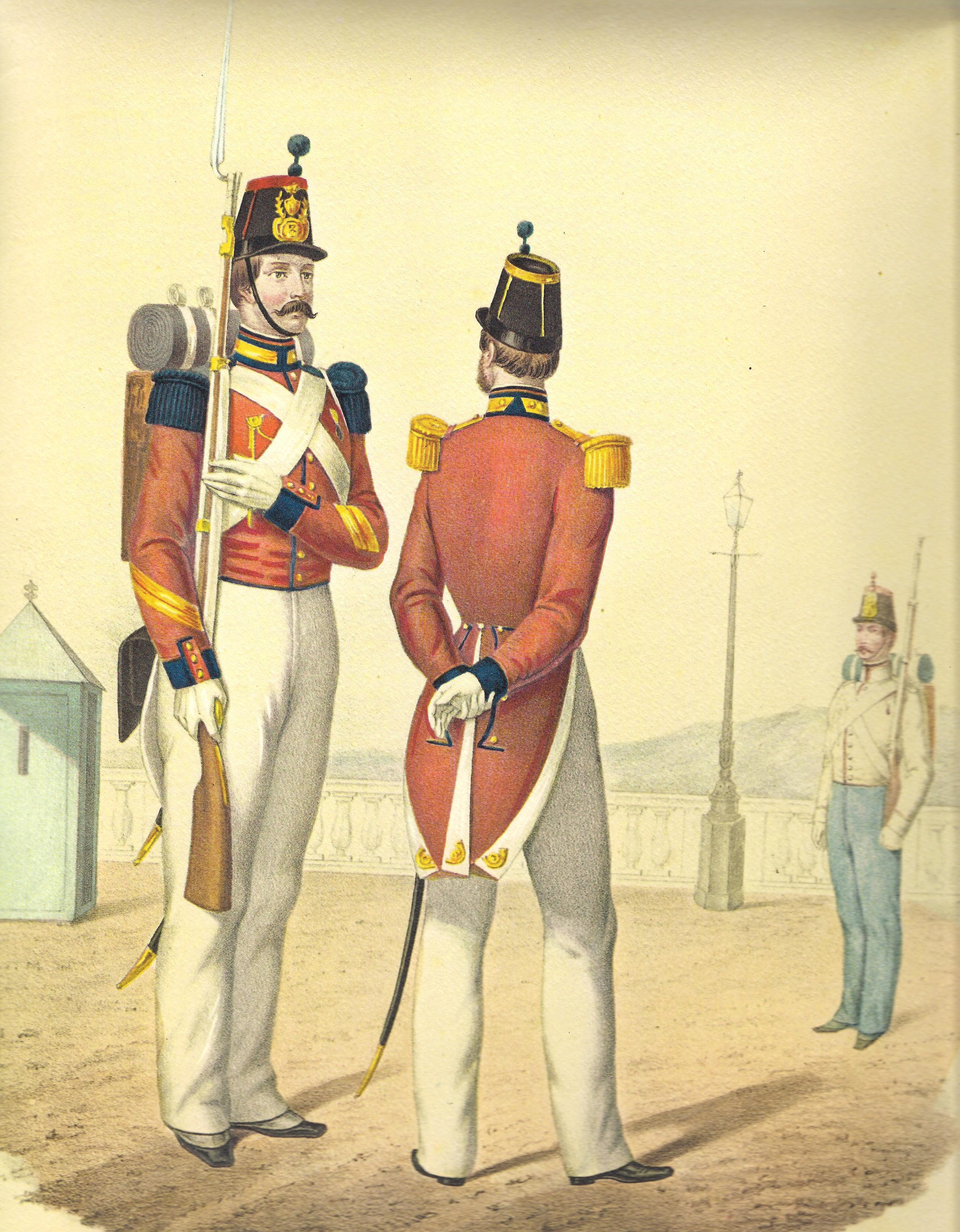
Soldati svizzeri in gran tenuta

Nonostante l’ingente spesa destinata alle forze armate, a scapito delle spese per infrastrutture e istruzione, la difficoltà di formare un esercito veramente efficiente aveva indotto il governo ad arruolare reggimenti svizzeri, sciolti nel 1859, in quanto molti soldati svizzeri a Napoli insorsero lasciando il servizio, a causa di alcuni problemi con le nuove norme federali deliberate da Berna, che prevedevano la sospensione della cittadinanza elvetica durante il servizio all’estero e la soppressione delle bandiere cantonali svizzere dei reparti esteri. La perdita dei quattro originari ed efficienti reggimenti svizzeri iniziò a segnare la solidità dell’edificio monarchico, anche se le forze svizzere perdute vennero parzialmente rimpiazzate da altri volontari prevalentemente bavaresi.
Gli ufficiali erano non di rado di idee liberali e poco in sintonia con i loro soldati, va ricordato che il generale Briganti verrà ucciso in Calabria dai suoi stessi soldati. Inoltre la classe ufficiali aveva un’età elevata e prole numerosa, condizione che induceva ad evitare i rischi in battaglia, perché la loro scomparsa avrebbe lasciato i numerosi figli in gravi difficoltà.
A tutto questo si aggiungeva il problema di trovare sottufficiali con adeguata istruzione, pertanto si doveva ricorrere ai giovani della borghesia, quelli che non avevano i mezzi per riscattare il sorteggio per leva militare obbligatoria, obbligo dal quale i siciliani erano esentati. Tale classe di sottufficiali creava un pericoloso anello di congiunzione tra gli ufficiali e la truppa, infatti una larga parte dei militari passati agli insorti erano caporali e sergenti. 
In Sicilia, prima dell’arrivo di Garibaldi, si verificarono anche alcuni gravi episodi di insubordinazione come quelli dell’ottavo e decimo reggimento, che rifiutarono di eseguire l’ordine di marciare nell'interno dell'Isola, mostrando uno spirito d'insubordinazione talmente pericoloso, che venne presa la decisione di scioglierli per riorganizzarli.
| Esercito del Regno delle Due Sicilie |                                     |        |
| n.                                   | FANTERIA – Guardia Reale            | Uomini |
| 2                                    | Reggimenti di granatieri            | 4.674  |
| 1                                    | Reggimento di cacciatori            | 2.337  |
| 1                                    | Reggimento di fanteria di marina    | 2.337  |
| 1                                    | Compagnia di guardie del corpo      | 160    |
|                                      | Totale                              | 9.508  |
| n.                                   | FANTERIA – Linea                    | Uomini |
| 13                                   | Reggimenti nazionali                | 30.381 |
| 1                                    | Reggimento carabinieri              | 2.337  |
| 4                                    | Reggimenti svizzeri (poi bavaresi)  | 5.808  |
| 12                                   | Battaglioni di cacciatori nazionali | 15.948 |
| 1                                    | Battaglione di cacciatori svizzeri  | 1.329  |
| 16                                   | compagnie provinciali               | 2.240  |
| 2                                    | Reggimenti di gendarmeria           | 4.320  |
|                                      | Totale                              | 62.363 |
| n.                                   | Genio                               | Uomini |
| 1                                    | Battaglione di zappatori minatori   | 1.440  |
| 1                                    | Battaglione di pionieri             | 1.440  |
|                                      | Totale                              | 2.880  |
| -                                    | RISERVA                             | Uomini |
| -                                    | Fanteria                            | 48.000 |
| -                                    | Artiglieria da costa                | 3.000  |
| -                                    | Un reggimento di veterani           | 2.093  |
| -                                    | Una compagnia veterani svizzeri     | 200    |
| -                                    | Un deposito invalidi                | 500    |
| -                                    | Una compagnia di pompieri           | 150    |
| -                                    | Totale Riserva                      | 53.943 |

| Esercito del Regno delle Due Sicilie             |                                |         |         |
| n.                                               | Cavalleria                     | Uomini  | Cavalli |
| 1                                                | Squadrone guardie del corpo    | 150     | 150     |
| 2                                                | Reggimenti di usseri           | 1.684   | 1.500   |
| 1                                                | Reggimento di carabinieri      | 842     | 750     |
| 3                                                | Reggimenti di dragoni          | 2.526   | 2.250   |
| 2                                                | Reggimenti di lancieri         | 1.684   | 1.500   |
| 1                                                | Reggimento di cacciatori       | 842     | 750     |
| 1                                                | Reggimento gendarmeria         | 842     | 750     |
|                                                  | Totale                         | 8.570   | 7.650   |
| n.                                               | Artiglieria                    | Uomini  | Cavalli |
| 2                                                | Reggimenti a piedi             | 4.446   | ---     |
| 1                                                | Batteria a cavallo             | 256     | 294     |
| 1                                                | Batteria svizzeri a piedi      | 160     | 190     |
| 1                                                | Batteria treno                 | 900     | 863     |
| 1                                                | Batteria pontonieri            | 560     | ---     |
|                                                  | Totale                         | 6.322   | 1.347   |
| -                                                |                                |         |         |
| -                                                |                                |         |         |
| -                                                |                                |         |         |
| Esercito del Regno delle Due Sicilie             |                                |         |         |
| Riepilogo generale nel 1860                      |                                |         |         |
| ================================================ |                                |         |         |
| -                                                | Esercito in servizio effettivo | Uomini  | Cavalli |
| -                                                | Totale                         | 89.643  | 8.997   |
| -                                                | Forze della Riserva            | Uomini  | Cavalli |
| -                                                | Totale                         | 53.943  | -       |
| -                                                | Totale generale                | 143.586 | 8.997   |

Una delle voci che giravano sull'esercito era che ogni grado si distingueva da quello immediatamente inferiore per la sua maggiore insufficienza, terminando nella più assoluta incompetenza, in effetti i generali, escludendo Nunziante, Pianell e pochi altri, erano gravati da un eccessivo numero di anni di età e poteva persino apparire che fossero scelti per la loro ben nota incompetenza, il favoritismo di Corte e l'intrigo personale compromettevano ogni fiducia reciproca. 
Lo stesso de' Sivo così descriveva la situazione dell'esercito nel 1860;
«... Gli uffiziali in gran parte né onesti, né sapienti, surti per favori, beneficiati oltre misura, avean grosse mercedi, croci cavalleresche, percettorie, collegi gratis a' figliuoli, e a' figliuoli e nepoti uffizii per grazia in magistratura, in amministrazioni, nelle finanze e nell'esercito. Fatto i Sardanapali all'ombra de' gigli, presero la croce sabauda piuttosto per iscansar fatiche, che per congiurazione. Non che congiuratori vi mancassero, ma i più subirono la congiurazione per codardia. » .

«… Da più anni si sussurrava di furti grandi nella costruzione di legni, negli arsenali, sulle mercedi agli operai, sulle tinte de' bastimenti, e su vettovaglie, polvere e carbone. ...[ ]...Ma il male interno era la mancanza di nesso tra gli uffiziali, i pensieri diversi, le avidità, le malizie, l'ignavia di ciascuno. Pochi eran buoni.»
(Storia delle Due Sicilie dal 1847 al 1861, vol. III, p.122)

### Opposizione politica

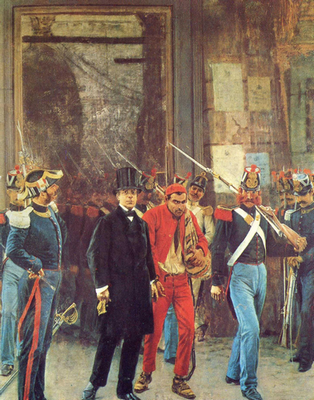
Carlo Poerio viene portato in carcere

Le condizioni di prigionia dei detenuti politici nelle prigioni borboniche e la mancanza di libertà nel regno borbonico provocarono in Europa e in Inghilterra un'opinione molto negativa di quel governo e a quel tempo l’opinione pubblica britannica non trovava scuse per quella che era considerata una sorta di tirannia, a causa dell’elevato numero di prigionieri politici che, secondo stime attendibili, si possono quantificare in almeno 20.000 detenuti politici a vario titolo e per vari periodi nelle prigioni del Regno delle Due Sicilie alla data del 1851 e in 50.000 il numero dei cosiddetti “attendibili”, cioè sospetti sottoposti a misure cautelari limitative della libertà personale.
Tali misure cautelari erano particolarmente vessatorie e si venne radicando: «... la funesta convinzione che giustizia non si potesse ottenere senza pecunia, o protezione o imbroglio di "paglietta", e niuma cosa fosse ingiusta o impossibile se validamente raccomandata». 
Il britannico Gladstone, dopo avere visitato le prigioni borboniche Vicaria, ne aveva constatato le pessime condizioni di vita dei detenuti. Successivamente in visita presso il carcere dell'isola di Nisida e accompagnato da Paqualina Prota, famigliare di casa Pironti, Gladstone aveva visto Carlo Poerio, Michele Pironti e altri uomini illustri indossare la tenuta rossa di detenuti, ciascuno di loro incatenato o ad un compagno detenuto per motivi politici o ad un criminale comune, le catene non venivano mai rimosse e i detenuti si muovevano zoppicando, i prigionieri malati dovevano trascinarsi a fatica al piano di sopra, perché i medici non scendevano nelle celle scure e in cattive condizioni di abitabilità. 
Esistevano anche altre prigioni dove la detenzione era molto dura, come il carcere di Montefusco, soprannominato lo Spielberg dell'Irpinia, dove furono imprigionati, tra gli altri, Sigismondo Castromediano e Nicola Nisco. Nel carcere dell'Isola di Santo Stefano vennero invece imprigionati anche Luigi Settembrini e Silvio Spaventa.
La stampa internazionale criticava i metodi utilizzati dalla polizia del regno, particolarmente in Sicilia, nei confronti degli arrestati per ottenere confessioni.

In una delle sue espressioni, riferendosi ai metodi adottati dal Governo borbonico, Gladstone affermò che: 
(“Questa è la negazione di Dio eretta a sistema di governo.” - Va precisato che questa frase pronunciata da Gladstone, era di origine italiana.)

## Le prime rivolte

### La rivolta della Gancia

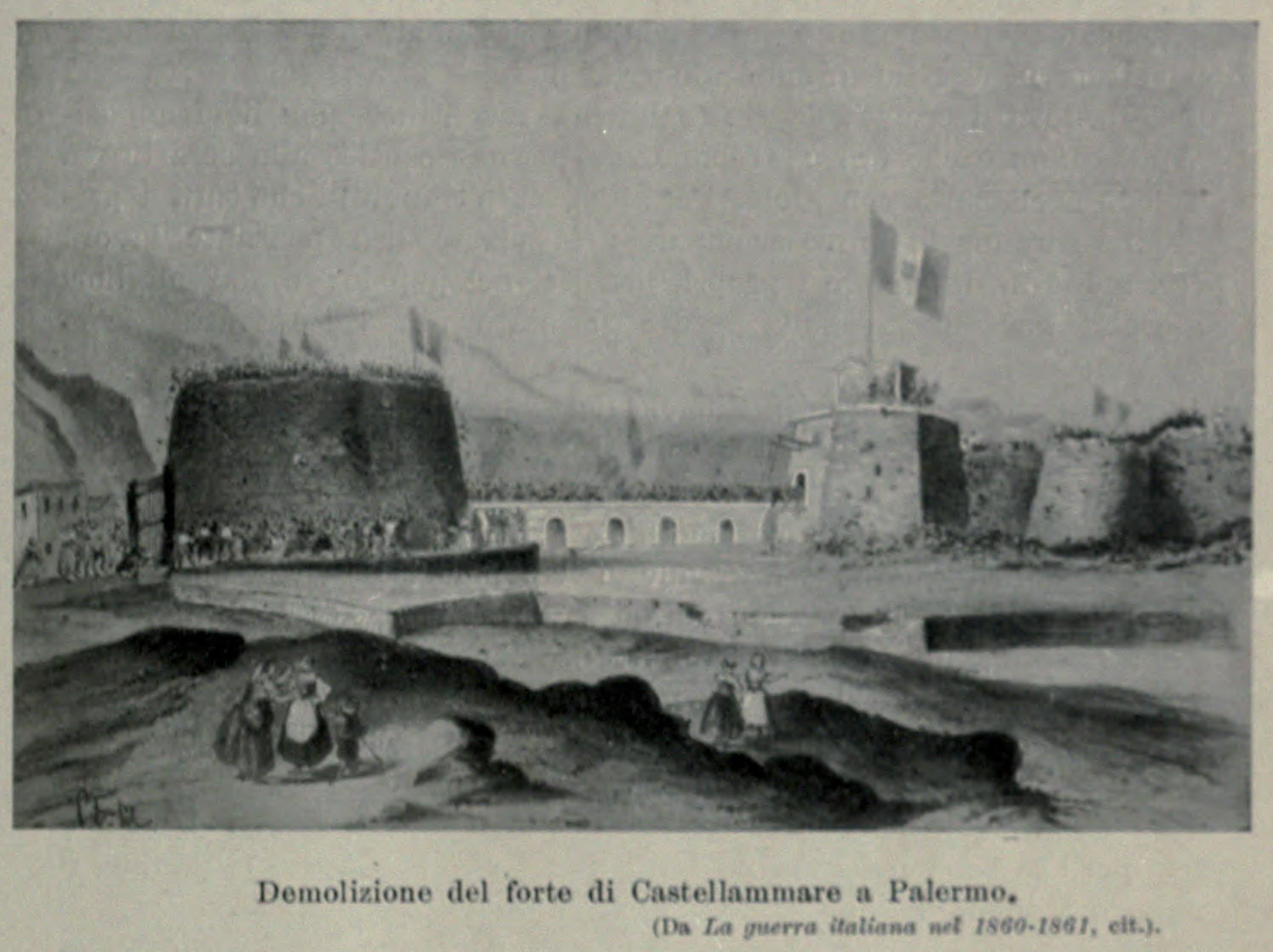
Gli arrestati dopo la rivolta della Gancia vennero richiusi nel forte Castello a Mare (Palermo), che venne in parte demolito dalla popolazione dopo l'abbandono della città da parte dei borbonici.

La Sicilia era piena di comitati segreti, che svolgevano la loro opera di informazione capillare sfuggendo ai controlli della polizia di Maniscalco, dei suoi collaboratori Pontillo, Carrega, De Simoni e dei loro informatori. A Palermo c’era un importante comitato rivoluzionario presieduto dal dottor Gaetano La Loggia e tra i membri più importanti il barone Pisani e il figlio Casimiro, Giambattista Marinuzzi, il principe Monteleone, Domenico Corteggiani, Antonino Lo Monaco-Ciaccio, il marchese Rodeni, Rocco Ricci-Grammillo, Narciso Cozzo, Giuseppe Bruno, Pietro Piediscalzi.
A Palermo, il 4 aprile, si accese la fiamma della rivolta con un episodio, subito represso, che ebbe tra i protagonisti, sul campo, Francesco Riso e, lontano dalla scena, Francesco Crispi, che coordinò l'azione dei rivoltosi da Genova.